# Кавоварка Троянської кімнати

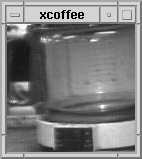
Кавоварка, зображення програми XCoffee

Кавоварка Троянської кімнати (англ. Trojan Room coffee pot) — назва кавоварки, що розміщувалася поряд з так званою Троянською кімнатою у старій комп'ютерній лабораторії Кембриджського університету (Англія), і яка у 1991 році надихнула розробників першої вебкамери.
Вебкамеру було встановлено для інформування працівників про наявність кави у машині. Живе зображення з камери можна було переглядати на робочих станціях за допомогою спеціальної програми. Після того, як комп'ютер, що приймав дані з камери, під'єднали до Інтернету, вебсторінка з зображенням кавоварки стала відомою у світі. Врешті-решт, у 2001 році камеру було вимкнено.

## Розробка

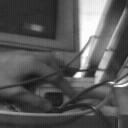
Останнє зображення, зафіксоване камерою. Видно чиюсь руку, що збирається назавжди вимкнути сервер.

Камера формувала монохромне зображення розміром 128 на 128 пікселів. Вона була під'єднана до плати захоплення відеопотоку, що знаходилася у комп'ютері Acorn Archimedes. Комп'ютер у свою чергу був з'єднаний з локальною мережею університету. Дослідник Квентін Стеффорд-Фрейзер (англ. Quentin Stafford-Fraser) написав клієнтську програму XCoffee (для системи X Window), а його колега Paul Jardetzky написав «сервер» для камери.
У 1993 році до веббраузерів було додано можливість показувати зображення, і це було використано для показу зображення кавоварки користувачам замість спеціальної програми. Комп'ютер з контролером камери під'єднали до Інтернету, і живе зображення з камери стало доступним по протоколу HTTP; це сталося у листопаді 1993 року. Підключення здійснили Деніел Ґордон і Мартін Джонсон. Зображення кавоварки стало доступне у всьому світі.

## Спадок
Після переїзду лабораторії до будівлі Вільяма Ґейтса, камеру врешті-решт було вимкнено. Це сталося вранці 22 серпня 2001 року, о 9 годині 45 хвилин (UTC). Цю подію висвітлювали такі видання, як The Times і The Washington Post (подія навіть потрапила на перші сторінки), а також статті у The Guardian і Wired.
Останні чотири чи п'ять машин, які було видно онлайн (фірми Krups) було продано на аукціоні eBay за 3350 фунтів стерлінгів. Покупцем виявився німецький вебсайт новин Spiegel Online. Одну з кавоварок у подальшому відреставрували працівники самої Krups. З літа 2016 року кавоварка знаходиться на постійній експозиції у музеї Гайнца Ніксдорфа у Падерборні.
Жарти на тему кавоварки Троянської кімнати розвинулися, наприклад, у Hyper Text Coffee Pot Control Protocol. У грі Hitman 2: Silent Assassin (2003) гравець може знищити «кавову камеру» на кухні. Кавоварку також було згадано у драмі The Archers на BBC Radio 4 24 лютого 2005 року.